# Movimiento estudiantil venezolano
El Movimiento estudiantil venezolano es un movimiento iniciado en el 2002, conformado por estudiantes que se organizaron en oposición al gobierno de Hugo Chávez y de su proyecto político conocido como la revolución bolivariana.

## Historia

### Protestas contra el cierre de RCTV

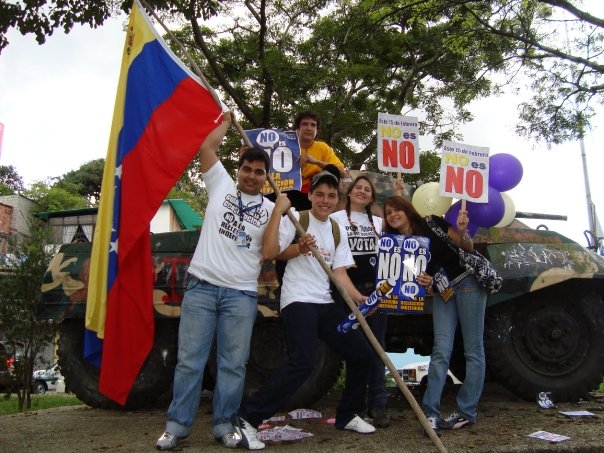
Marcha en contra de la reforma constitucional 2007.

El movimiento comenzó a partir de las protestas por el cierre de RCTV, que se iniciaron el 27 de mayo de 2007, cuando el gobierno de Hugo Chávez no renovó la concesión al canal de televisión RCTV por el vencimiento de su concesión, su supuesta participación en el Golpe de Estado de 2002, y por respaldar y participar en el paro petrolero de diciembre de 2002 a enero de 2003.
Según varios analistas, tuvieron un efecto decisivo en el rechazo del Referéndum constitucional de Venezuela de 2007. Luego del referéndum, diversos sectores políticos organizados en movimientos estudiantiles en todas las Universidades del país conformaron el denominado «Movimiento Estudiantil Nacional» siendo representado en su principio por Yon Goicoechea, Juan Guaidó, Stalin González, Ricardo Sánchez, Freddy Guevara, Andrés Peretti Serra, Francine Howard, Javier Vieras, Francisco Rodríguez, Daniel Calvijo, Nixon Moreno, Gaby Arellano, Miguel Pizarro Rodríguez, Eduardo Massieu, Francisco Márquez, Manuela Bolívar, Juan Requesens, Daniel Ceballos, Douglas Barrios entre otros.

### Elecciones regionales y parlamentarias
Para el año 2008 diversos dirigentes decidieron postularse a cargos de elección popular como los casos de Stalin González a la Alcaldía del Municipio Libertador de Caracas, Freddy Guevara al Cabildo Metropolitano de Caracas, Daniel Ceballos al Consejo Legislativo del Estado Táchira y Nixon Moreno al Consejo Legislativo del estado Mérida, solo los tres primeros concretaron sus candidaturas, de los cuales Freddy Guevara y Daniel Ceballos alcanzaron la victoria para dichos cargos.
En el año 2010 con miras a las elecciones parlamentarias, algunos de estos representantes pusieron sus nombres en la palestra política como una opción nueva dentro de las filas de la oposición al gobierno de Hugo Chávez, entre los cuales se postularon a unas primarias Yon Goicoechea, Stalin González, Julio César Rivas, Víctor Ruz, Ricardo Sánchez, Freddy Guevara, Nixon Moreno, Miguel Pizarro y Liliana Guerrero, logrando su candidatura y posterior cargo en la Asamblea Nacional de Venezuela Stalin González por Distrito Capital, Víctor Ruz por el estado Zulia, Ricardo Sánchez por el estado Miranda y Miguel Pizarro por el estado Táchira.

### Huelgas de hambre
Durante el año 2011 diversas agrupaciones estudiantiles y juveniles organizaron protestas pacíficas en todo el país, tales fueron los casos de la huelga de hambre iniciada por militantes de «Juventud Activa Venezuela Activa "JAVU"», encabezada por Julio César Rivas, Daniel Clavijo, Alexander Tirado "El Gato de Aragua", Alfonso Caro " El Grillo" y Lorent Gómez Saleh, frente a la sede de la Organización de los Estados Americanos en Caracas exigiendo la liberación de los denominados presos políticos, de igual forma la huelga de hambre organizada por el Movimiento 13 de marzo frente a la sede del Programa de las Naciones Unidas para el Desarrollo en la capital venezolana y dentro del Rectorado de la Universidad de Los Andes en Mérida, la cual fue encabezada por Gaby Arellano, Villca Férnandez, Augusto García, Joan Gómez, Carlos Ramírez, Alirio Arroyo y Pablo Chacón, entre otros, la cual tuvo como objetivo exigir al gobierno del entonces presidente Hugo Chávez mejoras para el sector universitario, al cual se unieron organizaciones como 100% Estudiantes, Impulso 10, DCU, entre otros, dentro de los cuales destacaron dirigentes como Gabriela Torrijos, Diego Scharifker, Luis Magallanes y Grey Hernández.

### Operación soberanía

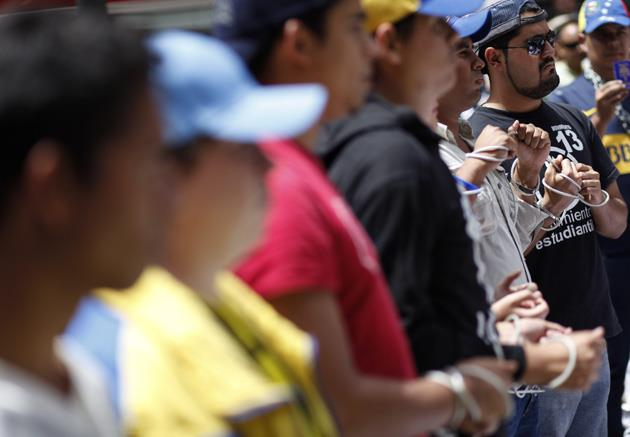
Estudiantes encadenados en la sede de la Magistratura del T.S.J. en Chacao, Caracas.

El 14 de febrero de 2013 diversas agrupaciones estudiantiles organizaron el denominado plan "Operación Soberanía", el cual buscaba esclarecer los hechos detrás de la enfermedad, recuperación y tratamiento del presidente Hugo Chávez, ya que según sus miembros existía una total confusión debido a la "información viciada" dada por los representantes del gabinete del entonces mandatario venezolano, dicho plan inició con una huelga de hambre frente a la sede de la Embajada de Cuba en Caracas, la cual logró un pronunciamiento del gabinete presidencial encabezado por el entonces vicepresidente ejecutivo Nicolás Maduro y la llegada del presidente Chávez a territorio venezolano, luego el 26 de febrero inició una segunda etapa del mencionado plan con un encadenamiento fallido en la sede de la Dirección Ejecutiva de la Magistratura en Chacao, el cual terminó con una toma de la Avenida Arturo Uslar Pietri en el mencionado municipio, el cual contó con la participación de agrupaciones como: el Movimiento 13, JAVU, UNETE9, Operación Libertad, Liberación 23, DCU, DCU2, Equipo 10, Juventudes Voluntad Popular, Juventudes de COPEI, Juventud ABP, 100% Estudiantes ULA, Voz Estudiantil, Impulso 10, ProMonagas, Más Unidos, entre otros movimientos universitarios.

### Protestas ante la crisis universitaria en 2013

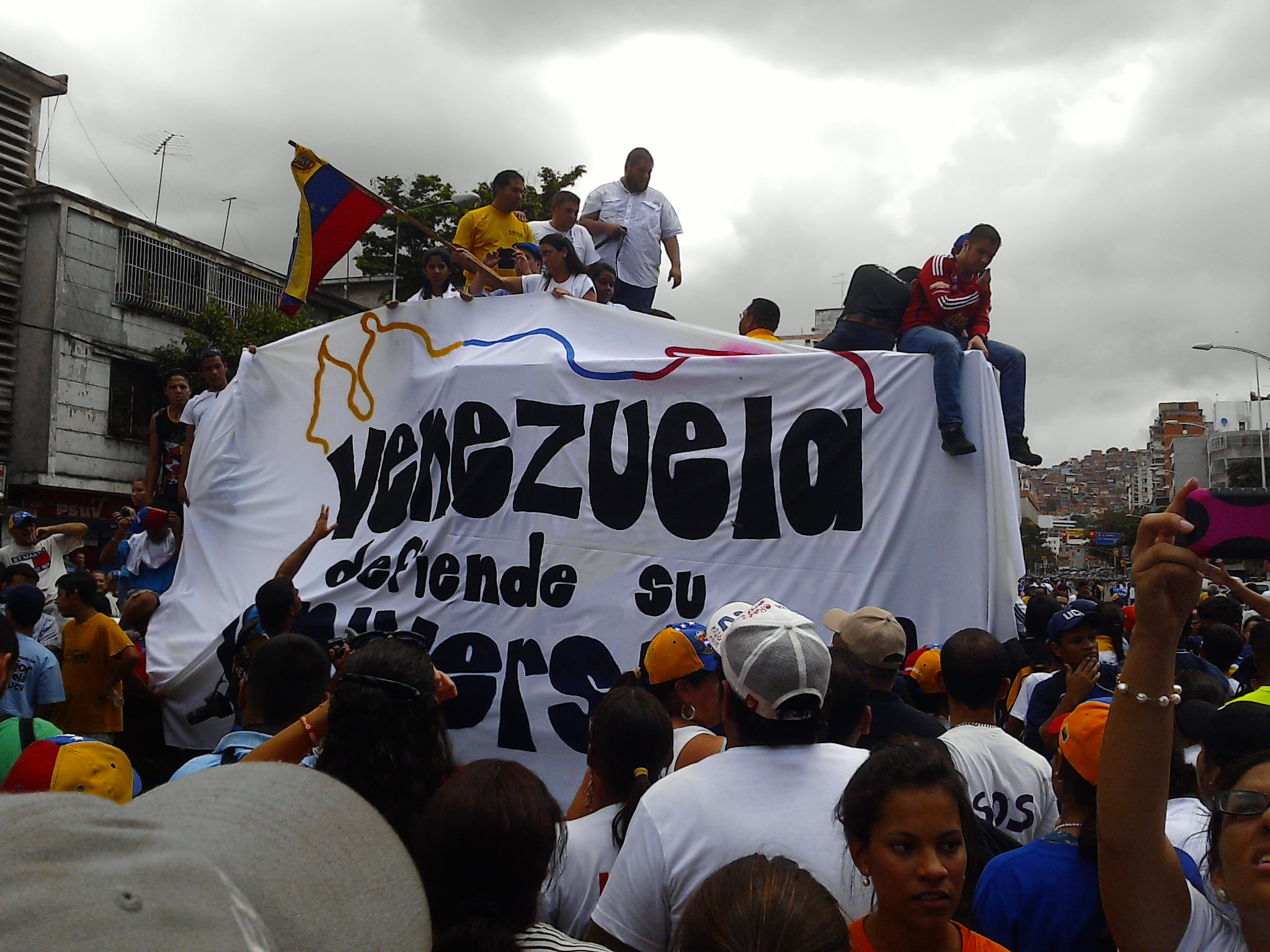
Representantes estudiantiles se dirigen a la multitud durante una marcha universitaria en Caracas, Venezuela. 2013.

A principios de 2013 los profesores de varias universidades, agrupados en la Federación de Asociaciones de Profesores Universitarios de Venezuela (FAPUV) inician presiones al gobierno venezolano para recibir un aumento de salarios y beneficios, así como incrementos al presupuesto de las instituciones públicas en las que laboran. En junio, luego de una huelga de hambre realizada por estudiantes de varias casas de estudio, la FAPUV convoca a un paro nacional de profesores universitarios, lo que intensificó el conflicto, dando inicio una serie de protestas estudiantiles, apoyadas por algunos profesores y empleados universitarios. Las protestas consistieron en marchas hacia las sedes de diversos organismos públicos, obstrucción de importantes vías de las principales ciudades, concentraciones en plazas, entre otros.
El gobierno ofreció un paquete de salarios y beneficios bajo el título de Convención Colectiva Única del Sector Universitario, que ofrecía, entre otras cosas, un aumento escalonado de salarios. La misma fue rechazada por la FAPUV, debido a que el contrato se discutió sin su presencia, y a que incluía elementos de tono ideológico, específicamente socialistas, lo que a su juicio violaba la constitución y la libertad de pensamiento que debe existir en el sector universitario.
El gobierno convocó a FAPUV y a las federaciones estudiantiles a diversas negociaciones, que si bien no obtuvieron grandes resultados, lograron reducir la conflictividad. En septiembre, FAPUV decide levantar el paro docente, con la advertencia de reanudarlo más adelante si consideraban que las negociaciones no presentaban los avances deseados.

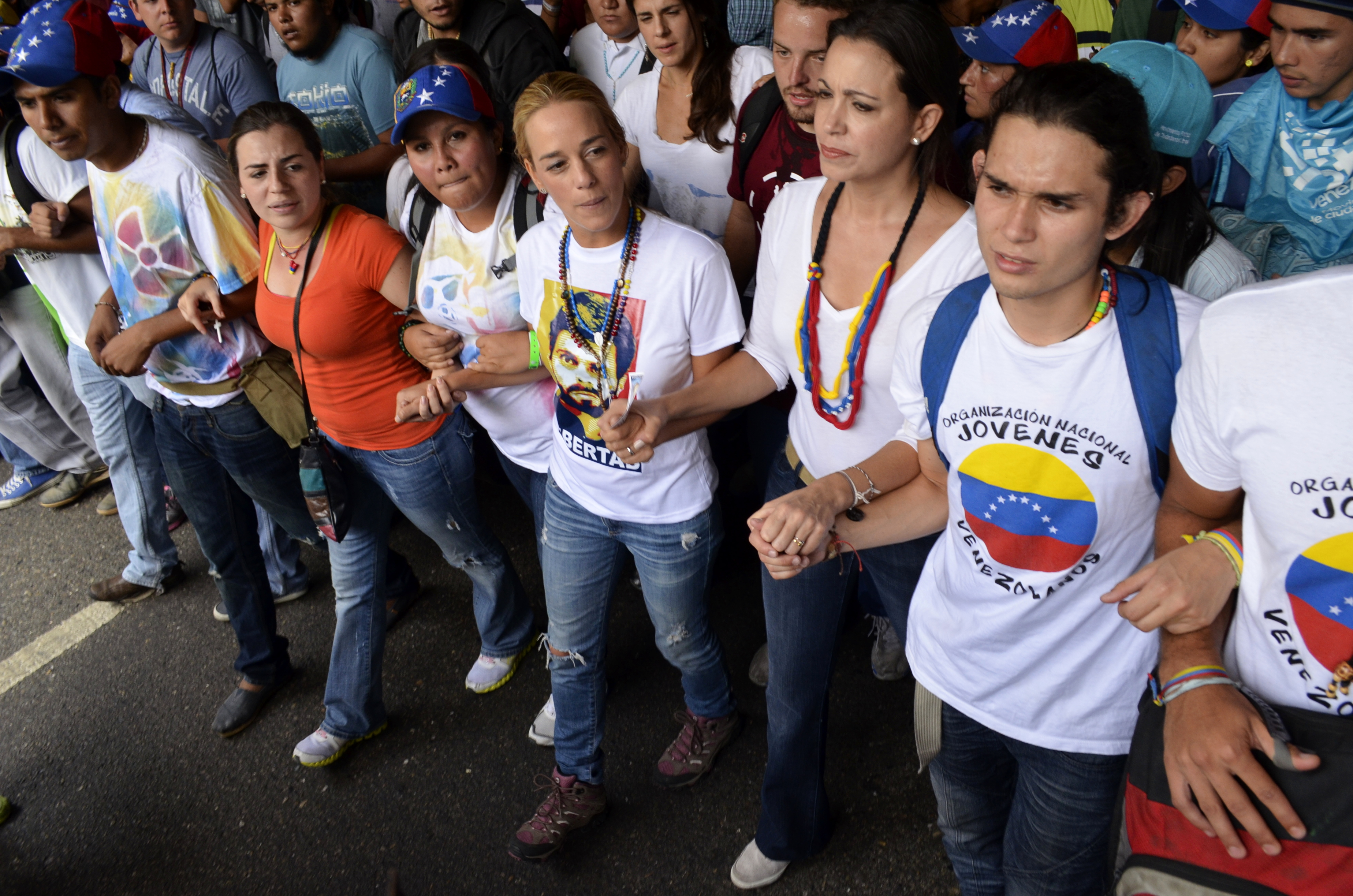
María Corina Machado y Lilian Tintori acompañando a los estudiantes en el marco de las Manifestaciones en Venezuela de 2014.

### Manifestaciones en Venezuela de 2014
Luego de una nueva jornada de protestas ocurridas en Venezuela durante el año 2014, iniciadas los días 5 de enero en la ciudad de Mérida y 4 de febrero en la ciudad de San Cristóbal, tras la muerte del Bachiller Héctor Moreno de la ULA-Mérida y el intento violación de una estudiante de la ULA-Táchira respectivamente, sumada a la convocatoria de calle hecha por los dirigentes políticos nacionales Antonio Ledezma, María Corina Machado y Leopoldo López denominada La Salida, diversos dirigentes estudiantiles como Gaby Arellano, Miguel Jesus Férnandez, Julio César Rivas, Daniel Clavijo, Douglas Morillo, Alfonso Caro "El Grillo", Josmir Gutiérrez, Lorent Saleh, José Vicente García, Juan Urdaneta, Ivan Uzcategui, Ana Karina García y Juan Fernando Flores, entre otros decidieron organizar un bloque político junto a dirigentes de la sociedad civil al cual llamaron "Junta Patriótica Estudiantil y Popular", a la que posteriormente bautizaron bajo el epónimo de "José Félix Ribas", sin embargo algunos dirigentes estudiantiles decidieron no anexarse a esta agrupación manteniendo su convocatoria bajo el «Movimiento Estudiantil Nacional», entre ellos Juan Requesens Presidente de la FCU de la Universidad Central de Venezuela, Yorman Barillas Presidente de la FCU de La Universidad del Zulia, César Córdoba Consejero Universitario de la Universidad Arturo Michelena, Alejandro Graffe Presidente de la FCE de la Universidad Simón Bolívar, Víctor Mata Universidad Monteavila entre otros movimientos estudiantiles independientes de Venezuela.

### Sucesos luego de La Salida
Luego de las protestas de calle originadas en la denominada "La Salida" en 2014 el movimiento estudiantil nacional retomó el rumbo de la vida universitaria, momento para el cual 3 de las principales Universidades nacionales convocaron elecciones internas, tales fueron los casos de la Universidad Católica Andrés Bello, la Universidad de Los Andes y la Universidad Central de Venezuela, hechos de los cuales se pudo medir las fuerzas políticas nacionales a través de sus militantes juveniles para orientar su mirada hacia las elecciones de la Asamblea Nacional de Venezuela, en los casos particulares de las Universidades de Mérida y Caracas, la lucha terminó midiendo fuerzas políticas nacionales, por un lado los convocantes a "La Salida" y por el otro quienes rechazaron tales acciones. En el caso de la Universidad de Los Andes los bloques se definieron alrededor de las candidaturas de Gaby Arellano del Movimiento 13 de marzo, aliada por fuerzas estudiantiles radicales como Liberación 23 de Villca Fernández y el Equipo 10 de Lawrence Castro, y por el otro lado movimientos más fieles a las filas partidistas juveniles de la Mesa de la Unidad Democrática encabezadas por Jorge Arellano del Movimiento 20 imagen universitaria aliado con la Democracia Cristiana Universitaria (Juventud de COPEI), Movimiento Socialdemócrata (Juventud de AD) y 100% Estudiantes (Juventud de UNT), además del candidato oficialista Inder Romero del Movimiento Colectivo 86, aliado con Utopía 78 de Tareck El Aissami y Movimiento 98 de Luis López Chedaje; campaña en la que abiertamente participaron voceros del partido Primero Justicia como Miguel Pizarro y José Manuel Olivares, del partido Acción Democrática Juan Requesens y Yorman Barillas, entre otros como Henri Falcón entonces gobernador de Lara. El proceso se llevó a cabo con aparente normalidad hasta que en medio de los escrutinios de votación se presentó desorden público en las Facultades de Humanidades y Educación, Farmacia y Bioanálisis, Ciencias Jurídicas y Políticas y Medicina, así como en el Núcleo Universitario de Trujillo, sucesos en los que se robó las urnas electorales para alterar resultados lo que obligó a la repetición de las elecciones ocho días después en algunas mesas de las mencionadas facultades, para posterior la Comisión Electoral provisional proclamar contra todo pronóstico al Bachiller Jorge Arellano y a su adjunto Antonio Indriago como los nuevos representantes estudiantiles de la casa de estudios andina, victoria que no fue reconocida por la alianza encabezada por la bachiller Gaby Arellano.
En el caso de la Universidad Central de Venezuela la realidad fue distinta, inicialmente se presentarían tres candidaturas: la abiertamente chavista y dos opositoras, sin embargo el bloque de "La Salida" se fraccionó con el retiro del apoyo de Voluntad Popular a la candidatura de Sairam Rivas quien se identificaba como la candidata de "La Resistencia", presentándose Hilda Rubí de Ucevistas apoyada por Voluntad Popular y Vente Venezuela, además de Hasler Iglesias por los grupo aliados a la actual FCU Impulso 10 respaldados por Primero Justicia y Acción Democrática, elecciones en la cual la Federación de Centros Universitarios mantuvo su línea política con la victoria de Hasler Iglesias luego de sucesos de violencia en facultades como Trabajo Social, Humanidades y Educación y Ciencias Jurídicas y Políticas.

### Convocatoria a la Asamblea Nacional
Para el año 2015 se cumplía el periodo de la Asamblea Nacional electa en 2010 sin embargo el Consejo Nacional Electoral se mantuvo en silencio para convocar el proceso por lo cual desde el movimiento estudiantil se respaldo la convocatoria del proceso a través de manifestaciones de calle y huelgas de hambre resultando anunciado el llamado a proceso electoral para finales del año 2015, en esta oportunidad muchos de los entonces líderes estudiantiles así como otros líderes del movimiento estudiantil de 2007 presentaron sus nombres para el proceso entre ellos Gaby Arellano, Juan Requesens, Lawrence Castro, Miguel Pizarro, Freddy Guevara, Ruggeri Mata, Carlos Paparoni, Milagros Alemán, Marcos Bozo, Juan Andrés Mejías, Marco Aurelio Quiñonez, Manuela Bolívar, José Manuel Olivares, Juan Guaidó, Armando Armas, Victor Uribe, entre otros, logrando la mayoría alzarse con la victoria de sus curules en el parlamento nacional.

### Referéndum presidencial 2016
Tras la convocatoria de referéndum presidencial para revocar el mandato de Nicolás Maduro el movimiento estudiantil venezolano se mostró activo en tal proceso, el cual nunca se logró celebrar luego de la medida dictada por los tribunales de 6 estados en los que impedía convocar el mismo e impugnaba tal proceso, para lo cual la dirigencia opositora convocó manifestaciones de calle entre ellas el llamado a la marcha del 1 de septiembre de ese año, durante estas acciones el movimiento estudiantil a través de sus voceros nacionales como Hasler Iglesias, Daniel Clavijo, entre otros se manifestaron en apoyo.